# Nélson Dantas
Nelson Dantas, född 17 november 1927 i Rio de Janeiro, Brasilien, död 18 mars 2006 i Rio de Janeiro; brasiliansk skådespelare.